# Nguyễn Bá Lương
Nguyễn Bá Lương (21 tháng 1 năm 1902 – 11 tháng 5 năm 1992) là kỹ sư và chính khách Việt Nam Cộng hòa, từng là dân biểu Hạ nghị viện Việt Nam Cộng hòa từ năm 1967 cho đến khi Sài Gòn thất thủ vào ngày 30 tháng 4 năm 1975. Ông cũng từng là Đệ Nhất Chủ tịch Hạ nghị viện Việt Nam Cộng hòa từ năm 1967 đến năm 1971.

## Tiểu sử

### Thân thế và học vấn
Nguyễn Bá Lương chào đời ngày 21 tháng 1 năm 1902 tại huyện Cao Lãnh, Nam Kỳ, Liên bang Đông Dương. Ông sang Pháp du học tại học viện Institut industriel du Nord và đậu lấy bằng cử nhân kỹ sư. Trước khi tham gia chính trường, ông chỉ là viên chức ngành bưu điện Nam Kỳ với chức kiểm soát viên tại Bưu điện Sài Gòn.

### Sự nghiệp chính trị
Ông khởi đầu sự nghiệp chính trị của mình bằng việc phục vụ trong Hội đồng hàng tỉnh Phước Long và làm Tỉnh trưởng tỉnh Phước Long. Lần đầu tiên ông được bầu vào Hạ nghị viện trong cuộc tuyển cử năm 1967, đắc cử Dân biểu pháp nhiệm I đơn vị Phước Long vào ngày 31 tháng 10 năm 1967.
Tháng 1 năm 1968 sau khi được bầu làm Chủ tịch Hạ nghị viện, trong bài phát biểu đầu tiên trước Hạ nghị viện, ông nhấn mạnh việc bầu cử Hạ nghị viện là một bước ngoặt đánh dấu sự ra đời của nền Đệ Nhị Cộng hòa. Ông còn nói thêm rằng Hạ nghị viện nên hợp tác chặt chẽ với Thượng nghị viện để điều chỉnh các nhánh hành pháp và tư pháp của chính phủ Việt Nam Cộng hòa. Sau bài phát biểu của Tổng thống Thiệu trước phiên họp chung của Quốc hội Việt Nam Cộng hòa vào ngày 2 tháng 11 năm 1968, Nguyễn Bá Lương và cùng với các nhà lập pháp khác đã tuần hành đến Dinh Độc Lập yêu cầu Thiệu và Phó Tổng thống Kỳ trả lời về tương lai của Việt Nam Cộng hòa sẽ ra sao nếu người Mỹ bỏ rơi họ.
Ngày 7 tháng 4 năm 1968, ông triệu tập một phiên họp tại Hạ nghị viện để thảo luận chi tiết về các cuộc đàm phán mà Mỹ dự định sẽ giải quyết với Việt Nam Dân chủ Cộng hòa trong các cuộc đàm phán song phương năm 1968, cuối cùng sẽ dẫn đến Hiệp định Hòa bình Paris năm 1973. Trong phiên họp đó, ông đã đưa ra một lời cảnh báo nghiêm khắc với Mỹ rằng, "Bất kỳ quyết định nào liên quan đến tương lai của Việt Nam Cộng hòa và không được chính phủ dân cử và Quốc hội Việt Nam Cộng hòa chấp thuận đều bị coi là vô hiệu và là sự phản bội đối với nhân dân Việt Nam".
Ngày 28 tháng 9 năm 1968, ông lên tiếng phản đối quyết định của Tổng Thư ký Liên Hợp Quốc U Thant về việc yêu cầu Đại Hội đồng Liên Hợp Quốc ra lệnh cho Mỹ phải ngừng ném bom Bắc Việt. Trao đổi với báo chí về đề xuất của Thant, ông bày tỏ, "Ngài Thant đã cho thấy ông ta không được khách quan". Ông còn đề cập thêm đến việc Tổng Thư ký Liên Hợp Quốc U Thant là người thiên vị và ủng hộ phe cộng sản Bắc Việt. Ông nhấn mạnh rằng Việt Nam Cộng hòa đang chiến đấu để tự vệ trong một cuộc chiến do cộng sản Bắc Việt tiến hành. Do đó, Ông tuyên bố, "tại sao không bảo Bắc Việt rút quân". Theo ông, mục tiêu ném bom miền Bắc là để ngăn chặn sự xâm nhập của quân đội và vũ khí cộng sản vào miền Nam.
Ngày 8 tháng 4 năm 1969, trong phiên họp đầu tiên của Hạ nghị viện năm 1969-1970, khi bắt đầu phiên họp, ông kêu gọi sự đoàn kết của tất cả các đảng phái chính trị vì tin rằng sự đoàn kết sẽ giúp xây dựng một chính phủ hiệu quả hơn. Ông nhấn mạnh thêm rằng tất cả dân biểu đều có trách nhiệm đoàn kết toàn dân và tư tưởng chính trị để giúp chống lại phe Cộng sản trong chiến tranh. Cùng năm đó, trong một chuyến đi sang thăm Hàn Quốc, đích thân Tổng thống Park Chung-hee đã trao tặng Huân chương Tu giao cho ông nhằm biểu thị tình hữu nghị giữa hai quốc gia.
Đầu năm 1970, ông đã cho phép bắt giữ một đồng viện là Dân biểu Trần Ngọc Châu, bị Tổng thống Thiệu cáo buộc có liên hệ với Việt Cộng và giúp họ duy trì lãnh thổ tại Việt Nam Cộng hòa. Tổng thống Thiệu tiếp tục tuyên bố rằng Dân biểu Trần Ngọc Châu là mối đe dọa đối với nền quốc phòng của đất nước. Ngày 23 tháng 4 năm 1970, Nguyễn Bá Lương gửi thư cho Chủ tịch Quốc hội kiêm Quyền Quốc trưởng Campuchia Cheng Heng và Thủ tướng Campuchia Lon Nol đề nghị có biện pháp thích hợp để bảo vệ tính mạng và tài sản của kiều bào Việt Nam đang sinh sống tại Campuchia. Ông và các dân biểu bày tỏ: "Hơn ai hết, họ rất đau buồn trước thông tin tính mạng và tài sản của đông đảo kiều dân Việt Nam bị thiệt hại nặng nề".
Ngày 30 tháng 5 năm 1970, ông và các thành viên khác trong ban lãnh đạo Việt Nam Cộng hòa đến tham dự tang lễ của cố Quốc trưởng Phan Khắc Sửu tại Sài Gòn. Ông bày tỏ sự đau buồn sâu sắc trước sự ra đi của Quốc trưởng và ca ngợi Sửu là một nhà cách mạng vĩ đại. Ngày 14 tháng 1 năm 1971, Nguyễn Bá Lương dẫn đầu một phái đoàn gồm mười thành viên Quốc hội đến Đài Bắc trong chuyến thăm kéo dài 5 ngày. Khi đến sân bay Đào Viên, ông bày tỏ với các phóng viên rằng mối quan hệ giữa Trung Hoa Dân Quốc và Việt Nam Cộng hòa rất thân thiết, hai quốc gia có nhiều điểm tương đồng về văn hóa và phong tục. Ông hy vọng chuyến thăm Trung Quốc lần này sẽ thúc đẩy hơn nữa quan hệ hữu nghị và hợp tác giữa hai nước.

### Lưu vong sang Mỹ
Sau biến cố 30 tháng 4 năm 1975, ông cùng gia đình di cư sang Mỹ với tư cách là người tị nạn. Ông qua đời ngày 11 tháng 5 năm 1992 tại Quận Harris, Texas, Hoa Kỳ.

## Đời tư
Nguyễn Bá Lương đã kết hôn và có tới năm người con. Bản thân ông là người tu tập theo đạo Phật kèm thêm một vài khía cạnh của Đạo giáo và Nho giáo. Năm 1969, ông tuyên bố tái hôn với một góa phụ lúc đó đã 48 tuổi làm dấy lên một cuộc thảo luận sôi nổi ở Sài Gòn và bị một số nghị sĩ khác phản đối.

## Vinh danh

### Nước ngoài
- Hàn Quốc: Đại Thập tự Huân chương Tu giao[11]